# Heilig-Kreuz-Kirche (Rimlingen)

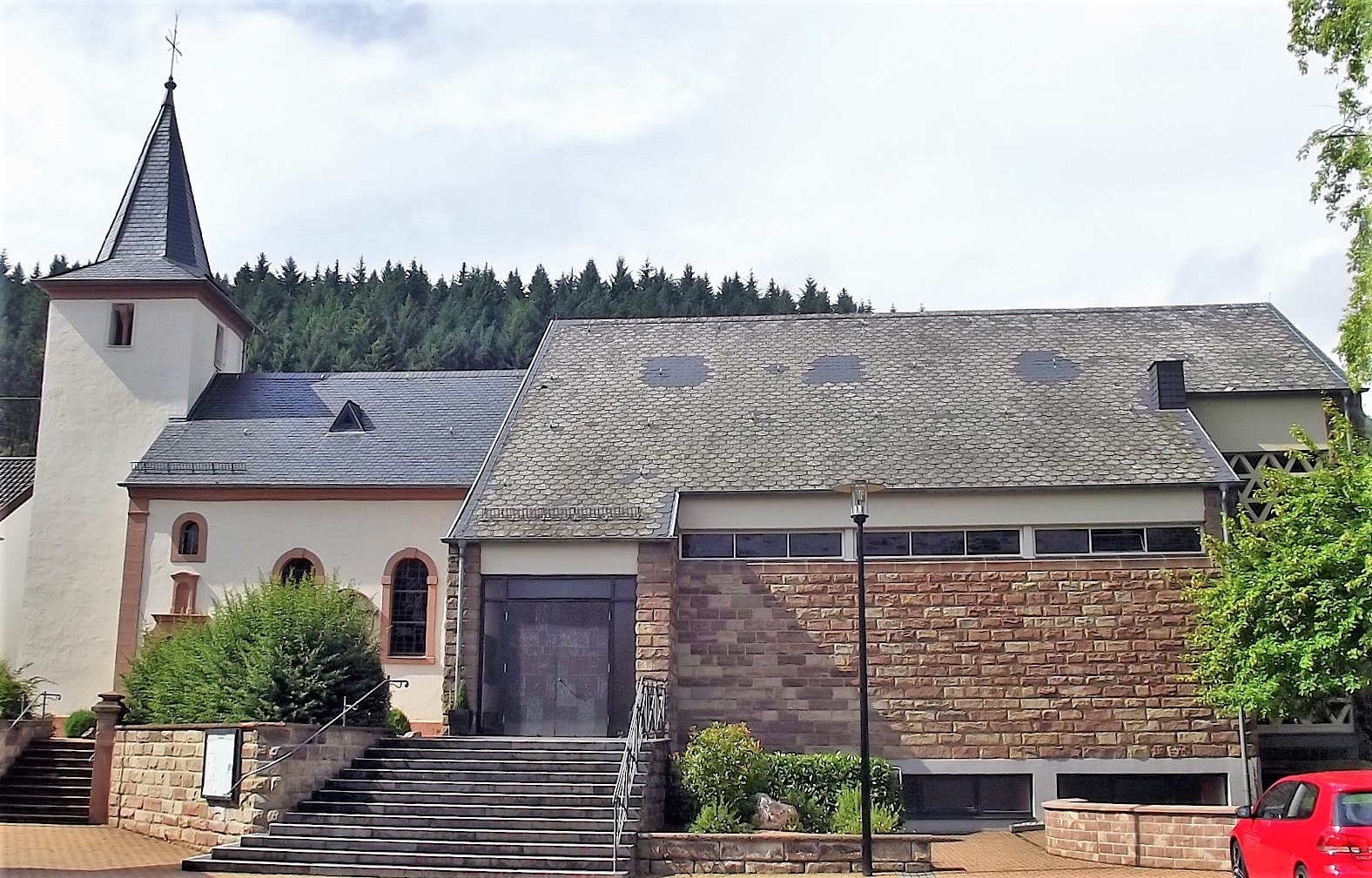
Die katholische Kirche Heilig Kreuz in Rimlingen

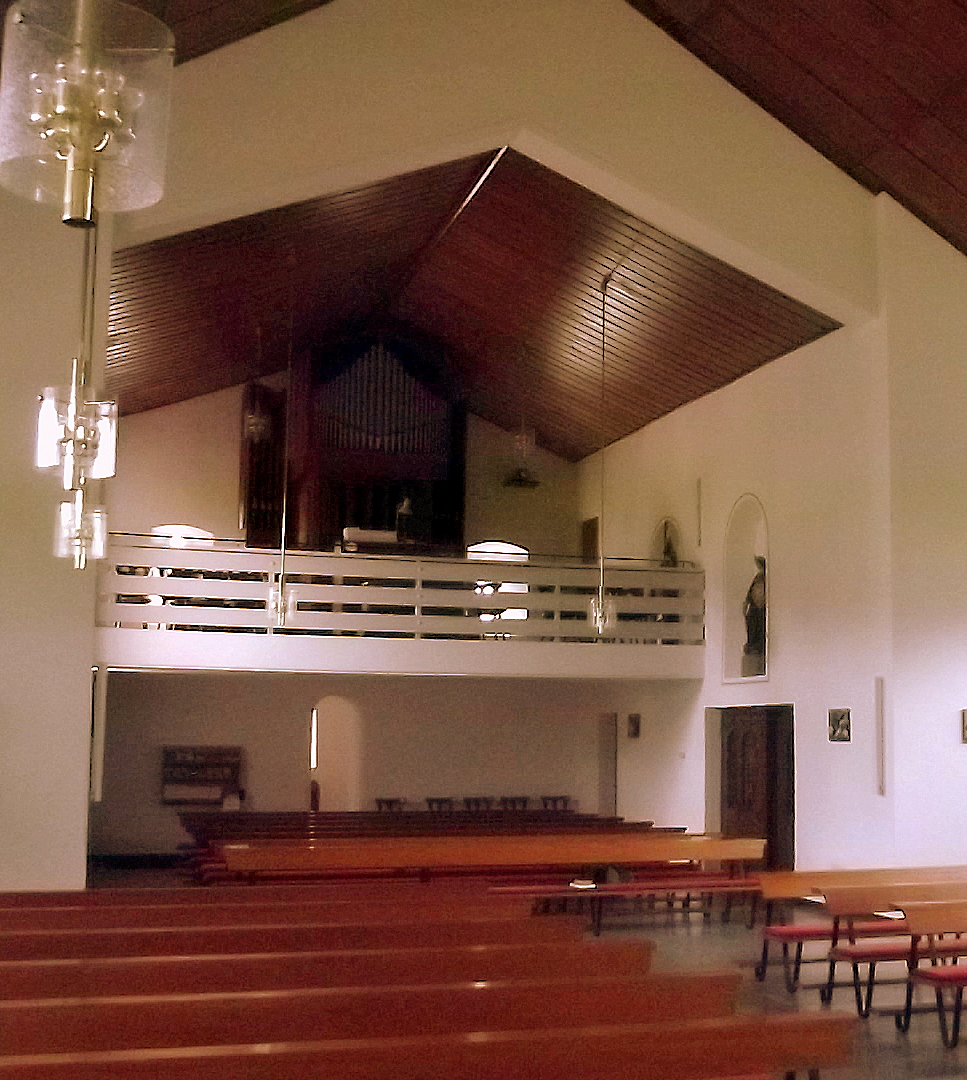
Blick zur Orgelempore

Die Heilig-Kreuz-Kirche bzw. Kreuzauffindungskirche ist eine dem heiligen Kreuz geweihte katholische Pfarrkirche im saarländischen Rimlingen, einem Ortsteil der Gemeinde Losheim am See im Landkreis Merzig-Wadern. In der Denkmalliste des Saarlandes ist das Kirchengebäude als Einzeldenkmal aufgeführt.

## Geschichte
Ältester Teil der Kirche ist der im 12. Jahrhundert erbaute Turm. Das eigentliche Kirchengebäude wurde im Jahr 1744 errichtet und in den Jahren 1960 bis 1961 nach Plänen des Architekten Toni Laub (Saarwellingen) erweitert.

## Ausstattung
Zur Ausstattung der Kirche gehört der von Bildhauer Albert Schmitz (Kottenheim) aus Basalt gefertigte Altar mit einer Darstellung des Osterlamms mit Siegesfahne aus dem Jahr 1988. Zusammen mit dem Altar fertigte Schnitz im gleichen Jahr den auch aus Basalt bestehenden Ambo mit den Symbolen der 4 Evangelisten sowie eine Stele für den Tabernakel an.
Die Goldschmiede Hans Alofs und Hans-Karl Schmitt (Trier) fertigten den Tabernakel aus Bronze an und gestalteten ihn auch im Inneren. Auf der Vorderseite befindet sich eine Darstellung der Auffindung und Erhöhung des heiligen Kreuzes, auf den Seiten sind Symbole der Eucharistie zu sehen.
Das Altarbild an der Rückwand des Chorraums stammt von Maler Albert Kettenhofen (Harlingen). Es ist als Mosaik gearbeitet und stellt Christus dar, der zum Jüngsten Gericht kommt. Stellvertretend für die große Schar wird er von einem Seligen und einem Verdammten flankiert.
Die Stationen des Kreuzwegs sind aus Mettlacher Mosaik.
Ein Bronzekreuz, das ursprünglich in der Kirche aufgehängt war, ist seit 1989 außen an der Kirche angebracht.

### Orgel
Die Orgel auf der Empore wurde im Jahr 1972 von der Orgelbaufirma Eduard Sebald (Trier) erbaut. Das Schleifladen-Instrument verfügt über 13 Register, verteilt auf zwei Manuale und Pedal. Die Spiel- und Registertraktur ist mechanisch. Die Stimmtonhöhe beträgt 440 Hz. Die Temperierung (Stimmung) ist gleichstufig.